# 마르케주
마르케주(이탈리아어: Marche)는 이탈리아 중앙부에 있는 주이다. 면적 9,694km2, 인구 1,542,106(2006년 기준). 아펜니노산맥 기슭에 위치하며, 아드리아해에 접한다. 주도는 안코나이며, 마체라타, 아스콜리피체노, 안코나, 페르모, 페사로에우르비노의 5개 도가 있다. 이곳에서 센티눔 전투가 벌어졌다. 또한 마르케주 마체라타도 마체라타는 마테오 리치가 태어난 곳이다.

## 인구
| 연도               | 인구      | ±%     |
| ------------------ | --------- | ------ |
| 1861               | 909,000   | —      |
| 1871               | 958,000   | +5.4%  |
| 1881               | 972,000   | +1.5%  |
| 1901               | 1,089,000 | +12.0% |
| 1911               | 1,145,000 | +5.1%  |
| 1921               | 1,201,000 | +4.9%  |
| 1931               | 1,240,000 | +3.2%  |
| 1936               | 1,278,000 | +3.1%  |
| 1951               | 1,364,000 | +6.7%  |
| 1961               | 1,347,000 | −1.2%  |
| 1971               | 1,360,000 | +1.0%  |
| 1981               | 1,412,000 | +3.8%  |
| 1991               | 1,429,000 | +1.2%  |
| 2001               | 1,471,000 | +2.9%  |
| 2011               | 1,565,000 | +6.4%  |
| 2017               | 1,538,055 | −1.7%  |
| Source: ISTAT 2001 |           |        |